# Strobilomyia laricicola
Strobilomyia laricicola är en tvåvingeart som först beskrevs av Karl 1928.  Strobilomyia laricicola ingår i släktet Strobilomyia och familjen blomsterflugor. Arten har ej påträffats i Sverige. Inga underarter finns listade i Catalogue of Life.